# Sylva Hamplová
Sylva Hamplová, geborene Pavlíková (* 14. Mai 1935 in Prag) ist eine tschechische Romanistin, Hispanistin und Hochschullehrerin.

## Leben und Werk
Sie besuchte das Gymnázium Nad Kavalírkou, Praha 5 wo sie die Matura erlangte. Hamplová studierte zwischen 1953 und 1956 an der Karls-Universität in Prag Spanisch und Italienisch. 1961, wurde sie Mitarbeiterin in der Abteilung für Sprache und Literatur (Ústavu jazyka a literatur), hiernach arbeitete sie am Institut für Romanistik an der Karls-Universität (Ústavu románských studií Filozofické fakulty Univerzity Karlovy). Ein einsemestriger Studienaufenthalt an der Universidad de Chile zwischen den Jahren 1962 bis 1963 kam auf Einladung des chilenischen Sprachwissenschaftlers Ambrosio Rabanales Ortiz (1917–2010) zustande.
Mit der einer Arbeit über die spanischen Verbalperiphrasen wurde sie im Jahr 1969 promoviert und im Jahre 1970 habilitierte sie sich. Zusammen mit dem Hispanisten Josef Dubský (1917–1996) publiziertes sie 1966 Španělština pro vědecké a odborné pracovníky.
Zum Ende der siebziger Jahre wendete sie ihre Aufmerksamkeit vermehrt der italienischen Sprachwissenschaften zu. Sie war Dozentin für die italienische Sprache.

## Weitere Werke
- Construcciones perifrásticas verbales en el español americano. Phraha 1969
- L'aspetto del processo Verbal in italiano.
- Stručná mluvnice italštiny, Academia, Praha 1974
- Acerca de la manera de acción y el problema de su expresión mediante las perífrasis verbales en español. Philologica Pragensia, 11, 1968, S. 209–231.
- Algunos problemas de la voz perifrástica pasiva y las perífrasis factitivas en español. Praga 1970.
- Stručná mluvnice španělštiny.Academia, Praha 1994.
- Mluvnice italštiny. Leda, Praha 2004.
- Nástin vývoje italského jazyka. Karolinum, Praha 2002.